# Саут Ројалтон (Вермонт)
Саут Ројалтон (енгл. South Royalton) насељено је место без административног статуса у америчкој савезној држави Вермонт.

## Демографија
По попису из 2010. године број становника је 694.
| Група             | 2000.    | 2010.       |
| Белци             | 0 (0,0%) | 622 (89,6%) |
| Афроамериканци    | 0 (0,0%) | 18 (2,6%)   |
| Азијати           | 0 (0,0%) | 22 (3,2%)   |
| Хиспаноамериканци | 0 (0,0%) | 8 (1,2%)    |
| Укупно            | 0        | 694         |